# Joodse begraafplaats (Bronkhorst)
De Joodse begraafplaats van Bronkhorst, ook wel Straalmanshof geheten, is gelegen aan het Maneveld in Bronkhorst, gemeente Bronckhorst in de Nederlandse provincie Gelderland.

## Achttiende eeuw
In het stadje Bronkhorst aan de rivier de IJssel was al in de achttiende eeuw een Joodse begraafplaats en een kleine synagoge gevestigd. De laatste werd in de negentiende eeuw verplaatst naar Brummen aan de andere zijde van de IJssel. De begraafplaats bleef dienstdoen voor de Joden van Bronkhorst, Steenderen en Brummen. De oudst bekende Bronkhorster Jood is Benjamin Salomons. In 1717 kreeg hij tegen betaling van twee gulden en tien stuivers per kwartaal vergunning van de Heer Van Bronckhorst om aldaar te gaan wonen.

## Begraafplaats
Van de begraafplaats is duidelijk dat deze in ieder geval in 1811 op het perceel Straalmanshof gevestigd was en in 1861 werd vastgelegd dat ze 195 m² besloeg. De oudste zerk dateert van 1859. Van de minstens tien begravingen die van voor dat jaar bekend zijn ontbreken de graftekens. De aanwezige grafstenen verschillen sterk in uitvoering en grootte. Er staan zeventien stenen en één fragment. Verder zijn er acht stenen grafpaaltjes zonder inscriptie. Het metaheerhuisje dateert van circa 1860, het werd in 1949 na oorlogsschade gerepareerd. Een fraai vormgegeven smeedijzeren hek geeft toegang. De jongste begraving vond plaats in 1963, vanaf datzelfde jaar is de dodenakker een beschermd monument.
De synagoge die van Bronkhorst naar Brummen was verhuisd werd rond 1900 buiten gebruik gesteld, voortaan ging men naar de sjoel in Dieren. De begraafplaats bleef wel in gebruik al zijn de vijfenveertig Joden uit de omgeving die gedurende de Shoa omkwamen er niet begraven.

## Overig
De begraafplaats zou zichtbaar zijn in de film "Een brug te ver" over de Tweede Wereldoorlog. In 1976 vonden er weliswaar opnamen voor deze film plaats in Bronkhorst, maar daartoe zijn de pastorie van Oosterbeek, de kerk zowel als de bij de kerk behorende begraafplaats aan de andere zijde van dit kleine stadje nagebouwd en naderhand weer opgeruimd.